# Hobscheid
Hobscheid (in lussemburghese: Habscht) è un comune soppresso del Lussemburgo occidentale, attualmente frazione del comune di Habscht.
Nel 2018 l'allora comune si fuse con quello di Septfontaines per dare vita alla nuova unità amministrativa.
L'altra località che faceva capo al comune è Eschen.